# Onthophagus gorochovi
Onthophagus gorochovi là một loài bọ cánh cứng trong họ Bọ hung (Scarabaeidae).